# Pieve di Soligo
Pieve di Soligo est une commune italienne de la province de Trévise dans la région Vénétie en Italie.

## Culture

### Personnalités
- Andrea Zanzotto (Pieve di Soligo, 1921), poète.
- Toti Dal Monte, soprano colorature née en 1893 près de Trévise, décédée dans sa propriété de Pieve di Soligo en 1975.

## Sport
- Trofeo Guido Dorigo

## Administration
| Période                                  | Période | Identité | Étiquette | Qualité |
| ---------------------------------------- | ------- | -------- | --------- | ------- |
|                                          |         |          |           |         |
| Les données manquantes sont à compléter. |         |          |           |         |

### Hameaux
Barbisano, Solighetto

### Communes limitrophes
Cison di Valmarino, Farra di Soligo, Follina, Refrontolo, Sernaglia della Battaglia, Susegana